# Нуклеарне падавине
Нуклеарне падавине (енгл. Nuclear fallout) настају приликом нуклеарне експлозије. Под тим се подразумева експлозија нуклеарне бомбе или неког другог нуклеарног уређаја. Оне се умногоме разликују од класичног нуклеарног отпада насталог индустријском употребом радиоактивних елемената.

### Настајање и процес постојања
Нуклеарне падавине настају експлозијом нуклеарне бомбе. Када нуклеарна бомба експлодира у ваздух се шаљу честице прашине, лома, делића изгорелих предмета и ствари и отпад уопште. Тај отпад се под фисионим зрачењем контанимира и представља опасну претњу. Због тога што нуклеарна бомба спржи доста честица, воду, грађевине па и земљу тај отпад је најчешће веома мале величине и рачуна се у µ-грамима. Уз тај ситан отпад који се друкчије назива и радиоактивна прашина ствара се и крупнији отпад који тежи од неколико милиграма до неколико десетина килограма. Он се диже високо у ваздух, конкретно у стратосферу и ту остаје одређено време. Јачина нуклеарне бомбе потребне за стварање неке веће количине је 10 килотона.
Док су у ваздуху нуклеарне падавине лебде и зраче. Њихово зрачење није опасно на великим висинама за људе али по закону гравитације оне падају назад на Земљину површину, најчешће разасуте на великим површинама и како на самом месту тако и далеко од места експлозије. Док падају нуклеарне падавине зраче али губе на снази сразмерно са временом јер се енергија троши. Она се рачуна у јединицама. Један сат после експлозије падавине садрже 100 јединица, после седам сати око 10 јединица а после 48 сати само једну јединицу. Међутим, просечно је довољно и нешто више од једне двадесетине јединице одраслом човеку да буде озрачен и прими опасну дозу радијације. 
Када радиоактивне падавине падну на земљу оне додатно губе на снази и своју радијацију одају површини на коју су пале. Самим тим, ако падну на човека може доћи до опасних болести и смрти. Ако падну на голу кожу изазивају опекотине и туморе у каснијем периоду. Ако падну на биљке озрачиће их сразмерно преосталој нуклеарној енергији коју поседују. Најчешће после некололико дана оне престају да угрожавају људе и живи свет (саме по себи) али зато оно што озраче преузима енергију и задржава је.

### Утицај на околину
Најопаснији утицај нуклеарних падавина је на људе. Манифестује се на више начина:
- кроз тренутне реакције као што су опекотине, свраб, несвестица, повраћање
- кроз краткорочне реакције као што су обољења костију, коже, очију
- кроз дугорочне последице као што су тумори, тешке болести костију и смрт.

Падавине делују тренутно непосредним контактом са њима, додиром или уношењем у организам. Кратокорчне и дугорочне последице почињу неколико дана после контакта и трају током целог животног века индивидуе. 
Утицај на животиње је сличан као и утицај на људе с тим што животиње су много подложније угинућу и деформитетима него људи са пар изузетака. 
Утицај на биљке је другачији. Слабије биљке најчешће пролазе са уништавањем спољног омотача и угинућем док јаче биљке, са већом површином крошње, снажнијим кореновим системом и кором могу да ово преброде без већих последица. Неке се и адаптирају радијацији али већини биљака радијација смета и уништава их.

### Заштита
Постоји више начина заштите од нуклеарних падавина али се сви базирају на основним принципима:
- ако се човек нађе на отвореном а зна да постоји опасност од нуклеарних падавина мора одмах потражити склониште (најбоље у затвореном простору, склоништу, кући)
- ако се дође у контакт са нуклеарним падавинама мора се одмах приступити уклањању истих са одеће, прањем, бацањем и одлагањем одеће/обуће. Спаљивањем се не уништава радиоактивност.
- током трајања опасности од радиоактивних падавина не сме се излазити на отворено или ако се излази мора бити кратко и морају се покрити сви делови тела. После тога одећа се мора очистити.
- не смеју се користити у исхрани вода, храна и сви прехрамбени производи који су били изложени директном контакту са падавинама. Изузетак су кокошија јаја, кромпир који је свеже извађен из земље, вода из дубоког подземног извора.